# Доценко Анатолій Ігорович
Анато́лій І́горович Доце́нко (нар. 11 січня 1982 — пом. 20 січня 2015) — солдат Збройних сил України, учасник російсько-української війни. Один із «кіборгів».

## Життєпис
1984 року з батьками переїхав з Арцизу в місто Кривий Ріг. 1999 року закінчив криворізьку ЗОШ № 118, 2004-го — Національний аерокосмічний університет «Харківський авіаційний інститут», спеціальність «газодинамічне та імпульсне обладнання». Під час навчання закінчив кафедру військової підготовки офіцерів запасу, молодший лейтенант. В 2004—2007 роках працював майстром виробничої дільниці, з червня 2007-го — на Київському заводі «Авіант» ДП «Авіаційний науково-технічний комплекс ім. Антонова», начальник планово-економічного бюро.
Брав активну участь у подіях Революції Гідності. Ходив до воєнкомату, не брали, пішов добровольцем, взявши відпустку. Коли прийшов час вирушати, мобілізаційні документи не були готові, на роботі добровільно-примусово звільнили.
З листопада 2014 року — солдат розвідувальної роти УНСО, 81-ша десантно-штурмова бригада, розвідник. В грудні побував удома під час короткотермінової відпустки.
Був у групі Миронюка («Сета»), яка 20 січня 2015-го поблизу аеропорту Донецька вийшла прямо на російських терористів та потрапила під шквальний вогонь поруч із розбитим ангаром. Загинув у бою. Тоді ж загинули Іван Євдокименко, Сергій Зулінський, В'ячеслав Мельник, Анатолій Миронюк, двоє вояків вижили.
Перебував у списку зниклих, ідентифікований серед загиблих. Похований 24 березня 2015-го на Алеї Слави Центрального кладовища Кривого Рогу.
Без Анатолія лишились мама, дружина Юлія та донька.

## Нагороди та вшанування
- Указом Президента України № 270/2015 від 15 травня 2015 року, «за особисту мужність і високий професіоналізм, виявлені у захисті державного суверенітету та територіальної цілісності України, вірність військовій присязі», нагороджений орденом «За мужність» III ступеня (посмертно)[1].
- Нагороджений нагрудним знаком «За оборону Донецького аеропорту» (посмертно).
- 20 січня 2016 року нагороджений медаллю «За жертовність і любов до України» (посмертно).
- Нагороджений відзнакою м. Кривий Ріг «За заслуги перед містом» 3 ст. (посмертно).
- 28 липня 2016 року нагороджений відзнакою «За участь у бойових діях УНСО» 1 ступеня.
- Нагороджений почесною відзнакою Всеукраїнського братства ОУН-УПА «Захиснику України від московської агресії».
- На будівлі Криворізької школи № 118 (мікрорайон Сонячний буд. 1), де навчався Анатолій, на його честь було відкрито меморіальну дошку[2].
- Вшановується в меморіальному комплексі «Зала пам'яті», в щоденному ранковому церемоніалі 20 січня[3][4].